# Toxomerus ectypus
Toxomerus ectypus är en tvåvingeart som först beskrevs av Thomas Say 1829.  Toxomerus ectypus ingår i släktet Toxomerus och familjen blomflugor. Inga underarter finns listade i Catalogue of Life.